# Praalridderwants
De praalridderwants (Melanocoryphus albomaculatus) is een wants uit de familie bodemwantsen (Lygaeidae).

## Uiterlijk
Deze soort heeft een zwarte kop, een zwart schildje (scutellum), zwarte antennes en zwarte poten. Op het rode halsschild zijn twee haakvormige zwarte vlekken. Het hemi-elytrum (de deels verharde voorvleugel) is rood met een ronde zwarte vlek in het midden, terwijl het membraan (doorzichtig deel van de voorvleugel) zwart is met in het midden een ronde witte vlek. Het connexivum (aan de zijkant zichtbare deel achterlijf) is rood met zwarte vlekken. De lengte is 6.9 – 9,3 mm.

## Verspreiding en habitat
Hij komt voor in het zuidelijk deel van Midden-Europa en het Middellandse Zeegebied, naar het oosten is hij verspreid tot in Klein-Azië en het gebied rond de Kaspische Zee. In Nederland is hij zeer zeldzaam. Hij heeft een voorkeur voor warme, droge, steenachtige leefgebieden. (zelden in gebieden met een zandbodem).

## Leefwijze
Melanocoryphus albomaculatus is fytofaag en leeft vooral van zaden van verschillende planten. Vooral van witte engbloem (Vincetoxicum hirundinaria), maar andere planten worden ook gebruikt zoals bijvoorbeeld vingerhoedskruid (Digitalis purpurea) en kruiskruid (Senecio). De imago’s overwinteren in de strooisellaag en onder bladrozetten zoals, die van vingerhoedskruid. Paring vindt plaats van eind mei tot juni. De imago’s van de nieuwe generatie verschijnen dan in augustus.